# Liste des mammifères au Groenland
Cette liste commentée recense la mammalofaune au Groenland. Elle répertorie les espèces de mammifères groenlandais actuels et celles qui ont été récemment classifiées comme éteintes (à partir de l'Holocène, depuis donc 11 700 ans av. J.-C.). Cette liste comporte 34 espèces réparties en six ordres et dix-sept familles, dont une est « en danger critique d'extinction », deux autres sont « en danger », six sont « vulnérables » et deux ont des « données insuffisantes » pour être classées (selon les critères de la liste rouge de l'UICN au niveau mondial).

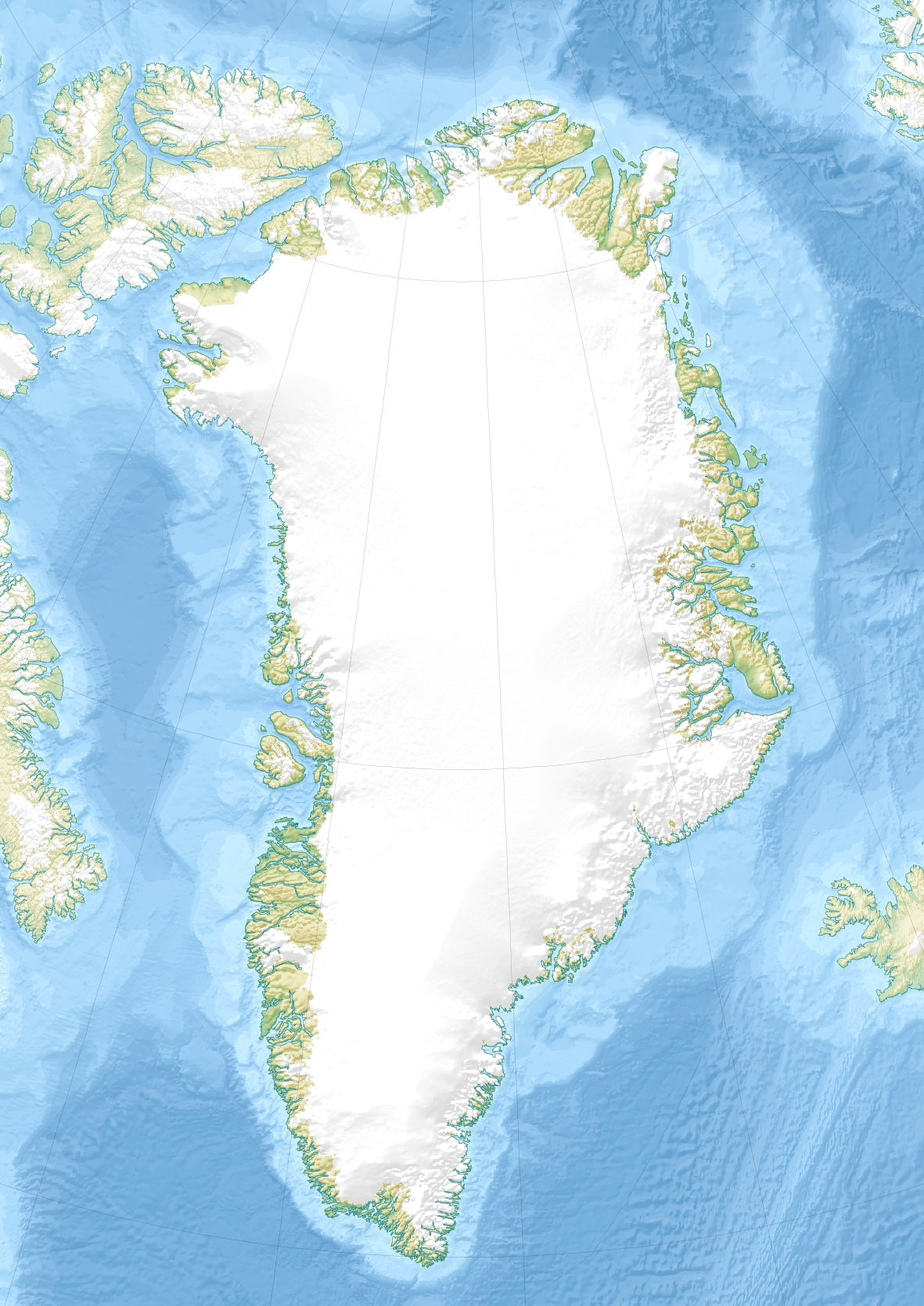
Carte topographique du Groenland

Localisation du Groenland, au nord-ouest de l'Europe

Sur les 34 espèces de mammifères présentes au Groenland, seules huit d'entre elles sont intégralement terrestres. Il ne semble pas exister d'espèce de mammifère introduite au Groenland.

## Statuts des listes rouges de l'UICN
Les statuts de conservation utilisés par la liste rouge de l'UICN mondiale sont :
| (EX) | Éteint                  | Il n'y a pas le moindre doute sur le fait que le dernier spécimen recensé est mort.                                                                   |
| (EW) | Éteint à l'état sauvage | L'espèce est connue uniquement en captivité ou en tant que population naturalisée bien en dehors de son ancienne aire de répartition.                 |
| (CR) | En danger critique      | L'espèce risque prochainement de s'éteindre à l'état sauvage.                                                                                         |
| (EN) | En danger               | L'espèce fait face à un très gros risque d'extinction à l'état sauvage.                                                                               |
| (VU) | Vulnérable              | L'espèce fait face à un gros risque d'extinction à l'état sauvage.                                                                                    |
| (NT) | Quasi menacé            | L'espèce ne satisfait pas un ou plusieurs des critères prévus qui permettraient de la catégoriser, mais pourrait risquer de s'éteindre dans le futur. |
| (LC) | Préoccupation mineure   | Il n'y a pas de risque identifiable pour l'espèce. |
| (DD) | Données insuffisantes   | Il n'y a pas d'information adéquate qui permettraient de faire une évaluation des risques pour cette espèce.                                          |
| (NE) | Non évalué              | L'espèce n'a pas encore été confrontée aux critères précédents, n'est pas reconnue par l'UICN ou bien s'est éteinte avant le XVIe siècle.             |

## Ordre:Primates

### Famille:Hominidés
| Nom vulgaire, nom binominal et citations d'auteurs | Nom vulgaire groenlandais (langue officielle du Groenland) | Origine et statut au Groenland | Aire de répartition | Statut UICN mondial | Image |
| -------------------------------------------------- | ---------------------------------------------------------- | ------------------------------ | ------------------- | ------------------- | ----- |
| Homme moderne Homo sapiens Linnaeus, 1758          |                                                            | Allochtone                     |                     | [ 1 ]               |       |

## Ordre:Lagomorphes

### Famille:Léporidés
| Nom vulgaire, nom binominal et citations d'auteurs | Nom vulgaire groenlandais (langue officielle du Groenland) | Origine et statut au Groenland | Aire de répartition | Statut UICN mondial | Image |
| -------------------------------------------------- | ---------------------------------------------------------- | ------------------------------ | ------------------- | ------------------- | ----- |
| Lièvre arctique Lepus arcticus Ross, 1819          |                                                            | Autochtone                     |                     | [ 2 ]               |       |

## Ordre:Rongeurs

### Famille:Cricétidés
| Nom vulgaire, nom binominal et citations d'auteurs          | Nom vulgaire groenlandais (langue officielle du Groenland) | Origine et statut au Groenland | Aire de répartition | Statut UICN mondial | Image |
| ----------------------------------------------------------- | ---------------------------------------------------------- | ------------------------------ | ------------------- | ------------------- | ----- |
| Lemming à collerette Dicrostonyx groenlandicus Traill, 1823 |                                                            | Autochtone                     |                     | [ 3 ]               |       |

## Ordre:Cétacés

### Famille:Balænidés
| Nom vulgaire, nom binominal et citations d'auteurs                    | Nom vulgaire groenlandais (langue officielle du Groenland) | Origine et statut au Groenland | Aire de répartition | Statut UICN mondial | Image |
| --------------------------------------------------------------------- | ---------------------------------------------------------- | ------------------------------ | ------------------- | ------------------- | ----- |
| Baleine boréale Balaena mysticetus Linnaeus, 1758                     | Arfivik                                                    | Autochtone                     |                     | [ 4 ]               |       |
| Baleine franche de l'Atlantique nord Eubalaena glacialis Müller, 1776 |                                                            | Autochtone                     |                     | [ 5 ]               |       |

### Famille:Balaenopteridés
| Nom vulgaire, nom binominal et citations d'auteurs      | Nom vulgaire groenlandais (langue officielle du Groenland) | Origine et statut au Groenland | Aire de répartition | Statut UICN mondial | Image |
| ------------------------------------------------------- | ---------------------------------------------------------- | ------------------------------ | ------------------- | ------------------- | ----- |
| Petit rorqual Balaenoptera acutorostrata Lacépède, 1804 |                                                            | Autochtone                     |                     | [ 6 ]               |       |
| Rorqual boréal Balaenoptera borealis Lesson, 1828       |                                                            | Autochtone                     |                     | [ 7 ]               |       |
| Baleine bleue Balaenoptera musculus Linnaeus, 1758      | Tunnullit                                                  | Autochtone                     |                     | [ 8 ]               |       |
| Rorqual commun Balaenoptera physalus Linnaeus, 1758     |                                                            | Autochtone                     |                     | [ 9 ]               |       |
| Baleine à bosse Megaptera novaeangliae Borowski, 1781   |                                                            | Autochtone                     |                     | [ 10 ]              |       |

### Famille:Delphinidés
| Nom vulgaire, nom binominal et citations d'auteurs        | Nom vulgaire groenlandais (langue officielle du Groenland) | Origine et statut au Groenland             | Aire de répartition | Statut UICN mondial | Image |
| --------------------------------------------------------- | ---------------------------------------------------------- | ------------------------------------------ | ------------------- | ------------------- | ----- |
| Globicéphale noir Globicephala melas Traill, 1809         |                                                            | Autochtone                                 |                     | [ 11 ]              |       |
| Dauphin à flancs blancs Lagenorhynchus acutus Gray, 1828  |                                                            | Autochtone                                 |                     | [ 12 ]              |       |
| Dauphin à nez blanc Lagenorhynchus albirostris Gray, 1846 |                                                            | Autochtone                                 |                     | [ 13 ]              |       |
| Orque Orcinus orca Linnaeus, 1758                         | Aarluk                                                     | Autochtone                                 |                     | [ 14 ]              |       |
| Dauphin bleu et blanc Stenella coeruleoalba Meyen, 1833   |                                                            | Autochtone (peut-être seulement erratique) |                     | [ 15 ]              |       |
| Grand dauphin Tursiops truncatus Montagu, 1821            |                                                            | Erratique                                  |                     | [ 16 ]              |       |

### Famille:Monodontidés
| Nom vulgaire, nom binominal et citations d'auteurs | Nom vulgaire groenlandais (langue officielle du Groenland) | Origine et statut au Groenland | Aire de répartition | Statut UICN mondial | Image |
| -------------------------------------------------- | ---------------------------------------------------------- | ------------------------------ | ------------------- | ------------------- | ----- |
| Béluga Delphinapterus leucas Pallas, 1776          | Qilalugaq qaqortaq                                         | Autochtone                     |                     | [ 17 ]              |       |
| Narval Monodon monoceros Linnaeus, 1758            | Qilalugaq qernertaq                                        | Autochtone                     |                     | [ 18 ]              |       |

### Famille:Phocoenidés
| Nom vulgaire, nom binominal et citations d'auteurs | Nom vulgaire groenlandais (langue officielle du Groenland) | Origine et statut au Groenland | Aire de répartition | Statut UICN mondial | Image |
| -------------------------------------------------- | ---------------------------------------------------------- | ------------------------------ | ------------------- | ------------------- | ----- |
| Marsouin commun Phocoena phocoena Linnaeus, 1758   |                                                            | Autochtone                     |                     | [ 19 ]              |       |

### Famille:Physeteridés
| Nom vulgaire, nom binominal et citations d'auteurs   | Nom vulgaire groenlandais (langue officielle du Groenland) | Origine et statut au Groenland | Aire de répartition | Statut UICN mondial | Image |
| ---------------------------------------------------- | ---------------------------------------------------------- | ------------------------------ | ------------------- | ------------------- | ----- |
| Grand cachalot Physeter macrocephalus Linnaeus, 1758 | Kigutilissuaq                                              | Autochtone                     |                     | [ 20 ]              |       |

### Famille:Ziphiidés
| Nom vulgaire, nom binominal et citations d'auteurs | Nom vulgaire groenlandais (langue officielle du Groenland) | Origine et statut au Groenland | Aire de répartition | Statut UICN mondial | Image |
| -------------------------------------------------- | ---------------------------------------------------------- | ------------------------------ | ------------------- | ------------------- | ----- |
| Hypéroodon boréal Hyperoodon boréal Forster, 1770  |                                                            | Autochtone                     |                     | [ 21 ]              |       |

## Ordre:Artiodactyles

### Famille:Bovidés
| Nom vulgaire, nom binominal et citations d'auteurs | Nom vulgaire groenlandais (langue officielle du Groenland) | Origine et statut au Groenland | Aire de répartition | Statut UICN mondial | Image |
| -------------------------------------------------- | ---------------------------------------------------------- | ------------------------------ | ------------------- | ------------------- | ----- |
| Bœuf musqué Ovibos moschatus Zimmermann, 1780      | Umimmak                                                    | Autochtone                     |                     | [ 22 ]              |       |

### Famille:Cervidés
| Nom vulgaire, nom binominal et citations d'auteurs | Nom vulgaire groenlandais (langue officielle du Groenland) | Origine et statut au Groenland | Aire de répartition | Statut UICN mondial | Image |
| -------------------------------------------------- | ---------------------------------------------------------- | ------------------------------ | ------------------- | ------------------- | ----- |
| Renne Rangifer tarandus Linnaeus, 1758             | Tuttu                                                      | Autochtone                     |                     | [ 23 ]              |       |

## Ordre:Carnivores

### Famille:Canidés
| Nom vulgaire, nom binominal et citations d'auteurs | Nom vulgaire groenlandais (langue officielle du Groenland) | Origine et statut au Groenland | Aire de répartition | Statut UICN mondial | Image |
| -------------------------------------------------- | ---------------------------------------------------------- | ------------------------------ | ------------------- | ------------------- | ----- |
| Loup gris Canis lupus Linnaeus, 1758               | Amaroq                                                     | Autochtone                     |                     | [ 24 ]              |       |
| Renard polaire Vulpes lagopus Linnaeus, 1758       |                                                            | Autochtone                     |                     | [ 25 ]              |       |

### Famille:Ursidés
| Nom vulgaire, nom binominal et citations d'auteurs | Nom vulgaire groenlandais (langue officielle du Groenland) | Origine et statut au Groenland | Aire de répartition | Statut UICN mondial | Image |
| -------------------------------------------------- | ---------------------------------------------------------- | ------------------------------ | ------------------- | ------------------- | ----- |
| Ours blanc Ursus maritimus Phipps, 1774            | Nanoq                                                      | Autochtone                     |                     | [ 26 ]              |       |

### Famille:Mustélidés
| Nom vulgaire, nom binominal et citations d'auteurs | Nom vulgaire groenlandais (langue officielle du Groenland) | Origine et statut au Groenland | Aire de répartition | Statut UICN mondial | Image |
| -------------------------------------------------- | ---------------------------------------------------------- | ------------------------------ | ------------------- | ------------------- | ----- |
| Hermine Mustela erminea Linnaeus, 1758             |                                                            | Autochtone                     |                     | [ 27 ]              |       |

### Famille:Odobénidés
| Nom vulgaire, nom binominal et citations d'auteurs | Nom vulgaire groenlandais (langue officielle du Groenland) | Origine et statut au Groenland | Aire de répartition | Statut UICN mondial | Image |
| -------------------------------------------------- | ---------------------------------------------------------- | ------------------------------ | ------------------- | ------------------- | ----- |
| Morse Odobenus rosmarus Linnaeus, 1758             | Aaveq                                                      | Autochtone                     |                     | [ 28 ]              |       |

### Famille:Phocidés
| Nom vulgaire, nom binominal et citations d'auteurs          | Nom vulgaire groenlandais (langue officielle du Groenland) | Origine et statut au Groenland | Aire de répartition | Statut UICN mondial | Image |
| ----------------------------------------------------------- | ---------------------------------------------------------- | ------------------------------ | ------------------- | ------------------- | ----- |
| Phoque à capuchon Cystophora cristata Erxleben, 1777        |                                                            | Autochtone                     |                     | [ 29 ]              |       |
| Phoque barbu Erignathus barbatus Erxleben, 1777             | Ussuk                                                      | Autochtone                     |                     | [ 30 ]              |       |
| Phoque gris Halichoerus grypus Fabricius, 1791              |                                                            | Erratique                      |                     | [ 31 ]              |       |
| Phoque du Groenland Pagophilus groenlandicus Erxleben, 1777 |                                                            | Autochtone                     |                     | [ 32 ]              |       |
| Veau marin Phoca vitulina Linnaeus, 1758                    | Puisi                                                      | Autochtone                     |                     | [ 33 ]              |       |
| Phoque annelé Pusa hispida Schreber, 1775                   |                                                            | Autochtone                     |                     | [ 34 ]              |       |